# Eden (Texas)
Eden es una ciudad ubicada en el condado de Concho en el estado estadounidense de Texas. En el Censo de 2010 tenía una población de 2.766 habitantes y una densidad poblacional de 448,91 personas por km².

## Geografía
Eden se encuentra ubicada en las coordenadas 31°12′59″N 99°50′38″O / 31.21639, -99.84389. Según la Oficina del Censo de los Estados Unidos, Eden tiene una superficie total de 6.16 km², de la cual 6.16 km² corresponden a tierra firme y (0%) 0 km² es agua.

## Demografía
Según el censo de 2010, había 2.766 personas residiendo en Eden. La densidad de población era de 448,91 hab./km². De los 2.766 habitantes, Eden estaba compuesto por el 85.94% blancos, el 2.68% eran afroamericanos, el 0.25% eran amerindios, el 0.36% eran asiáticos, el 0.18% eran isleños del Pacífico, el 8.53% eran de otras razas y el 2.06% pertenecían a dos o más razas. Del total de la población el 68.55% eran hispanos o latinos de cualquier raza.